# Антун Погачник
Антун „Тони” Погачник (Ливно, 6. јануар 1913 — Бали, 21. мај 1978) био је југословенски и хрватски фудбалер и фудбалски тренер.

## Биографија
Као фудбалер играо је претежно у одбрани. Наступао је за сарајевски САШК Напредак (1931—1933), и загребачке клубове Грађански (1934—1938) и Конкордију (1938—1941).
За репрезентацију Југославије играо је два пута. Дебитовао је у пријатељској утакмици 1. августа 1937. у Београду против Турске (3:1), а другу у Београду 6. септембра 1937. у Купу пријатељских земаља, против Румуније (2:1), кад се и опростио од репрезентативног дреса.
Након играчке каријере, био је тренер НК Металац Загреб (данас НК Кустошија), Партизана и Грасхопера.
На Олимпијским играма 1952. био је члан стручног штаба југословенске репрезентације, која је освојила сребрну медаљу. Убрзо након тога, преселио се у Индонезију, где је био тренер индонежанске фудбалске репрезентације у њеном најуспешнијом периоду, једини тренер који је Индонезију одвео на Олимпијске игре. У периоду док је тренирао репрезнтацију Индонезије, три године 1958—60 био је и тренер швајцарског Грасхопера.

## Трофеји (као играч)

### Грађански Загреб
- Првенство Југославије (1) : 1936/37.

## Трофеји (као тренер)

### Партизан
- Куп Југославије (1) : 1952.